# Idaea anatolica
Idaea anatolica là một loài bướm đêm trong họ Geometridae.